# Ndzomoé
Ndzomoé ist eine Kommune sowie Hauptstadt des Departements Komo-Océan innerhalb der Provinz Estuaire. Die Einwohnerzahl wurde im Jahr 2013 auf 43 bemessen.

## Lage
Zwar ist die Kommune Hauptstadt des Departements, jedoch ist sie auch sehr abgelegen. So ist es nur möglich den Ort aus Richtung des Pongara National Parks auf dem Seeweg zu erreichen, wonach noch eine weitere Strecke über einen unbefestigten Weg getätigt werden muss. Aufgrund der fehlenden Infrastruktur existieren auch in der näheren Umgebung fast keine weiteren Fahrzeuge.

## Geschichte
Als Hauptstadt des Departements wurde die Kommune zwar 1998 erst aufgebaut, seit der Aufwertung zur Hauptstadt ca. 2008 erlebt der Ort jedoch einen steigenden Wegzug ihrer Einwohner. Der einzige Wirtschaftszweig ist derzeit noch die Landwirtschaft, welche jedoch unter den Einflüssen der lokalen Fauna steht. Weiter besitzt der Ort keine zentrale Gesundheitsversorgung oder eine ordentliche Infrastruktur, was den Ort quasi vom Rest der Provinz abschneidet und zu Todesfällen führte. Auch kommt es dazu, dass gerade die jüngeren Bewohner die Region verlassen und nur noch für ihre Forstwirtschaftsunternehmen hin und wieder zurückkehren. Dies führt dazu, dass laut Aussagen im Herbst 2020 nur noch ca. 30 Menschen in dem Ort leben. Selbst der Bürgermeister sowie der Präfekt leben nicht mehr hier und kehren nur noch zu Feierlichkeiten zurück.